# Chris Lake
Chris Lake (* 8. August 1982 in Norwich) ist ein britischer House-DJ und Produzent aus London.

## Biografie
Lake wurde in Norwich geboren, zog dann aber nach Schottland, wo er einige Jahre als Postbote arbeitete. Seine erste Single Santiago De Cuba veröffentlichte er im Jahr 2002. Bekanntheit erlangte er aber insbesondere durch seine Bootleg-Remixe von Climbatize von The Prodigy, Phat Planet von Leftfield und Sweet Dreams von Eurythmics, die er unter dem Pseudonym Christophe D'Abuc veröffentlichte.
Im Jahr 2005 veröffentlichte er seine Hit-Single Changes mit der Sängerin Laura V. Die Single erreichte 2006 Platz 27 in den UK-Single-Charts sowie Platz 10 in den Billboard Hot-Dance-Airplay-Charts. 2007 produzierte er die Single Carry Me Away mit der Sängerin Emma Hewitt. Die Single wurde ein Nummer-eins-Hit in den Hot-Dance-Airplay-Charts. Mit Only One und If You Knew hatte er noch zwei weitere Singles, die ebenfalls die Top Ten der Hot-Dance-Airplay-Charts erreichten.
Im Mai 2009 brachte er mit Crazy sein Debütalbum auf den Markt. Zuletzt hatte er Kooperationen mit Sébastien Léger und Deadmau5 und war auch ein gefragter Remix-Künstler. Er remixte unter anderem Robbie Williams, Kylie Minogue und Madonna.
Im Jahr 2014 erreichte er mit dem Instrumentalstück Boneless die Charts sämtlicher Länder. Darunter die obere Charthälfte in Deutschland und Österreich. Der Track entstand in Zusammenarbeit mit Steve Aoki und Tujamo. Wenige Monate später begann das Trio an einer Vocal-Version des Liedes zu arbeiten. Als Songwriter engagierten sie den kanadischen Singer-Songwriter Jenson Vaughan, als Sänger und Rapper holten sie Kid Ink ins Studio. Der Remix schaffte unter anderem den Einstieg in die Single-Charts der USA und Kanada.
Lake besitzt zwei Musiklabels: Rising Music, unter dem er seine eigenen Produktionen veröffentlicht, und Rising Trax.

## Diskografie

### Alben
- 2009: Crazy
- 2025: Chemistry

### Singles
- 2002: Santiago de Cuba
- 2004: Filth (mit Rowan Blades)
- 2004: Hiatus
- 2005: One Too Many / Electro Retro
- 2005: Until She Rises
- 2006: Changes (feat. Laura V)
- 2006: Mistakes EP
- 2007: Carry Me Away (feat. Emma Hewitt)
- 2008: Word / Ghost (mit Sébastien Léger)
- 2008: Only One
- 2008: If You Knew (feat. Nastala)
- 2008: Start Again (feat. Nastala)
- 2010: Domino's (mit Michael Woods)
- 2010: I Said (mit Deadmau5)
- 2010: Running Out (mit Marco Lys)
- 2010: Cross the Line (mit Marco Lys)
- 2010: La Tromba Risin (mit Marco Lys und Copyright)
- 2011: Secrets in the Dark
- 2011: Colours (mit Nelski)
- 2012: Sundown
- 2012: Build Up
- 2012: I Saw This Before (mit John Dahlbäck)
- 2012: Stand Alone (Chris Lake & Lazy Rich feat. Jareth)
- 2014: Helium (feat. Jareth)
- 2014: Boneless (mit Steve Aoki & Tujamo)
- 2014: Delirious (mit Steve Aoki, Tujamo feat. Kid Ink)
- 2015: Stomper (feat. Anna Lunoe)
- 2017: Operator (Ring Ring) (feat. Dances with White Girls)
- 2017: I Want You[3]
- 2017: Give Her Right Back (feat. Dances with White Girls)
- 2017: Nothing Better (feat. Chris Lorenzo)[4]
- 2018: Turn off the lights (feat. Alexis Roberts)[5]
- 2018: Lose My Mind
- 2018: Pizza (mit Anti Up & Chris Lorenzo)
- 2018: Y.O.D.O (mit Destructo)
- 2018: Dance with Me (mit Walker & Royce)
- 2018: Drop Top (mit Walker & Royce)
- 2018: Deceiver (mit Green Velvet)[6]
- 2019: Stay With Me[7]
- 2019: Lies, Deception, and Fantasy (mit Lee Foss)[8]
- 2019: Free Your Body (mit Solardo)[9]
- 2024: Somebody (2024) (mit Gotye & Fisher feat. Sante Sansone & Kimbra, UK: Silber)

### Remixe (Auswahl)
- 2001: Leftfield – Phat Planet
- 2002: Sia – Drink to Get Drunk
- 2002: The Prodigy – Climbatize / Eurythmics – Sweet Dreams (Are Made of This) (Christophe D'Abuc Bootleg Remix)
- 2003: Joshua Collins – Project 3
- 2004: Sia – Buttons
- 2004: Bod – Copycat (Echofalls Remix)
- 2007: Mark Ronson feat. Lily Allen – Oh My God
- 2007: Robbie Williams – She's Madonna
- 2008: Kylie Minogue – In My Arms
- 2009: A.T.F.C. – Tell U Y
- 2009: Madonna – Celebration
- 2009: Mini Viva – Left My Heart in Tokyo
- 2010: The Black Eyed Peas – Rock That Body
- 2011: Lady Gaga – Judas
- 2015: Calvin Harris feat. Disciples – How Deep is Your Love
- 2015: GRADES – King

## Auszeichnungen für Musikverkäufe
| Goldene Schallplatte - Belgien - 2024: für die Single Somebody (2024) - Mexiko - 2015: für die Single Delirious (Boneless) - Spanien - 2025: für die Single Somebody (2024) | Platin-Schallplatte - Australien - 2025: für die Single Somebody (2024) - Kanada - 2015: für die Single Delirious (Boneless) |

Anmerkung: Auszeichnungen in Ländern aus den Charttabellen bzw. Chartboxen sind in ebendiesen zu finden.
| Land/RegionAuszeichnungen für Musikverkäufe (Land/Region, Auszeichnungen, Verkäufe, Quellen) | Silber  | Gold     | Platin     | Verkäufe | Quellen             |
| -------------------------------------------------------------------------------------------- | ------- | -------- | ---------- | -------- | ------------------- |
| Australien (ARIA)                                                                            | —       | —        | Platin1    | 70.000   | aria.com.au         |
| Belgien (BRMA)                                                                               | —       | Gold1    | —          | 20.000   | ultratop.be         |
| Deutschland (BVMI)                                                                           | —       | Gold1    | —          | 150.000  | musikindustrie.de   |
| Kanada (MC)                                                                                  | —       | —        | Platin1    | 80.000   | musiccanada.com     |
| Mexiko (AMPROFON)                                                                            | —       | Gold1    | —          | 30.000   | amprofon.com.mx     |
| Spanien (Promusicae)                                                                         | —       | Gold1    | —          | 30.000   | elportaldemusica.es |
| Vereinigte Staaten (RIAA)                                                                    | —       | Gold1    | —          | 500.000  | riaa.com            |
| Vereinigtes Königreich (BPI)                                                                 | Silber1 | —        | —          | 200.000  | bpi.co.uk           |
| Insgesamt                                                                                    | Silber1 | 5× Gold5 | 2× Platin2 |          |                     |